# Мирон, Шели
Шели Таль Мирон (ивр. שלי מירון‎, род. 6 мая 1979, Иерусалим) — израильский политик, в настоящее время депутат Кнессета от партии «Еш атид».

## Биография
Мирон родилась 6 мая 1979 года. Она служила в ВВС Израиля в течение шести лет на различных должностях, в том числе в качестве представителя, лётного инструктора для пилотов Bell AH-1 Cobra и в качестве офицера. Она также работала в технологической компании в Юго-Восточной Азии.
На муниципальных выборах 2018 года Мирон баллотировалась в городской совет Тель-Авива от партии «Еш атид», но не была избрана.
Впоследствии она стала менеджером кампании Еш Атид в центральном Израиле. В преддверии выборов в Кнессет 2022 года Мирон заняла двадцать пятое место в списке «Еш атид», но не была избрана, поскольку партия получила двадцать четыре места. Однако она вошла в Кнессет 1 февраля 2023 года после отставки Йоэля Развозова.

## Личная жизнь
Мирон имеет степень бакалавра политологии Тель-Авивского университета. Она замужем и имеет двоих детей.